# Concroce capensis
Concroce capensis är en insektsart som beskrevs av Bo Tjeder 1967. Concroce capensis ingår i släktet Concroce och familjen Nemopteridae. Inga underarter finns listade i Catalogue of Life.